# 南水北调工程
南水北调工程是中国一项运营中的大型水利工程，抽调中国江淮流域丰盈的水资源送到华北和西北地区，旨在改变中国南涝北旱、北方水资源严重短缺的局面、促进南北方经济、社会与人口、资源、环境的协调发展。该工程横穿长江、淮河、黄河、海河四大流域，是世界上最大的跨流域调水工程，总投资预计超过5000亿元人民币。工程由东线、中线和西线三条调水线路组成，其中东线一期工程已于2013年11月15日正式通水，中线一期工程已于2014年12月12日正式通水。截至2023年底，南水北调工程已累计调水超过670亿立方米。

## 工程提出背景
中国南北水资源分布不均衡。南方每年有富余的水流入大海，北方地区长期干旱缺水，尤其京津冀地区，养育着全国8%的人口，贡献了全国10%的GDP，但人均水资源量，却远远低于国际标准人均水资源500立方米的极度缺水红线，缺水已严重影响到工农业生产。与此同时，人们的节水意识依然较差，水资源利用率低，水污染也很严重。
从1952年10月30日毛泽东提出“南方水多，北方水少，如有可能，借点水来也是可以的”后，中国大陆水利部门就对此召开了多次会议探讨，并组织专家进行全方面的论证。经过几十年研究，目前南水北调的总体布局确定为：分别从长江上、中、下游调水，即西线工程、中线工程和东线工程。南水北调工程全部建成以后，每年的调水量相当于一条黄河的水量，可以有效缓解北方地区水资源紧缺状况，对于保障中国粮食安全，恢复和改善生态环境，促进西部大开发具有重大意义。

## 东线工程

### 工程概况
东线工程计划分三期实施，2002年12月27日上午正式开工建设。工程主要是利用现有的京杭运河的河道及周围的湖泊，用闸控制。东线工程规划从长江下游抽引长江水，沿线建设的13级泵站，逐级提水北送，经洪泽湖、骆马湖、南四湖和东平湖，于山东境内分两路供水。一路越过黄河后，向黄淮海平原东部供水，自流到最终抵达天津；另一路向东供应青岛、烟台。东线输水主干线长1150公里，其中黄河以南660公里，黄河以北490公里。从东平湖向东送水到山东半岛的输水线路长约690公里。东线于2013年12月8日正式通水。
第一期工程：利用江苏省江水北调现有工程，扩大至抽江规模每秒500立方公尺，过黄河每秒50立方公尺，向胶东片供水每秒50立方公尺；向津浦铁路沿线和胶东片城市补充水量，改善苏北农业用水条件。2019年6月21日，东线工程首次将长江江水输向天津、河北。
第二期工程：供水范围扩大至河北省、天津市，抽江规模为每秒600立方公尺，过黄河每秒100立方公尺，到天津每秒50立方公尺，向胶东地区供水每秒50立方公尺。
第三期工程：工程规模扩大到抽江每秒800立方公尺，过黄河每秒200立方公尺，到天津每秒100立方公尺，向胶东地区供水每秒90立方公尺。

### 主要工程
- 输水工程 （包括输水河道、泵站枢纽、穿黄工程）
- 蓄水工程
- 供电工程

### 工程优缺点
优点：东线调水，位于长江的下游，抽水量有保证，对生态环境的影响较小。同时，有现有的河道、湖泊可利用，工程费用小，修建较快，现已付诸实施。

### 建设管理机构
- 山东省南水北调工程建设管理局
  - 山东干线有限责任公司
    - 穿黄河工程南区建设管理局（简称：穿黄局）
    - 济南至引黄济青段工程建设管理局（简称：济东局）
    - 韩庄运河段工程建管局（简称：韩庄局）
    - 南四湖至东平湖段工程建管局（简称：两湖局）
    - 鲁北段工程建管局（简称：鲁北局）

  - 济宁市南水北调工程建设管理局（属于济宁市水利局）
  - 烟台市南水北调工程建设管理局（属于烟台市水利局）
  - 聊城市南水北调工程建设管理局（属于市水利局）
  - 济南市南水北调工程建设管理局（属于市水利局）
  - 潍坊市南水北调工程建设管理局（属于市水利局）
  - 菏泽市南水北调工程建设管理局（属于市水利局）
  - 淄博市南水北调工程建设管理局（属于市水利与渔业局）
  - 东营市南水北调工程建设管理局（属于市水利局）
  - 滨州市南水北调办（属于市水利局）
  - 德州市南水北调工程建设管理局（属于市水利局）
    - 武城县南水北调工程建设管理局
- 江苏省南水北调工程建设领导小组，省长兼任组长
  - 江苏省南水北调工程办公室
  - 江苏水源公司
- 淮委治淮工程建设管理局南水北调东线工程建管局
  - 淮阴三站工程建设管理处
  - 淮安四站工程建设管理处

## 中线工程
中线工程于2003年12月31日开工建设。该工程是从位于长江支流汉江上游的丹江口水库引水，输水总幹渠的首闸是河南省南阳市淅川县境内的陶岔渠，沿途经过伏牛山和太行山山前平原，京广铁路西侧，跨越长江、淮河、黄河、海河四大流域，建设专用的立交供水渠道，采用自流方式，沿途供水，最终抵达北京和天津。中线调水工程总干渠长1432公里。根据《南水北调工程供用水管理条例》，南水北调中线工程年调水平均数为95亿立方米，中线工程的水量调度年度为每年11月1日至次年10月31日。2014年9月29日，工程通过验收，具备通水条件。2014年12月12日正式通水。

## 西线工程
西线工程的目标是从长江上游引水入黄河，以解决中国西北地区和华北部分地区干旱缺水问题。该线工程地处青藏高原，海拔高，地质的构造复杂，地震強度大，且要修建200米左右的高坝和长达100公里以上的隧洞，工程技术复杂，耗资巨大，现仍处于可行性研究的过程中。

## 工程主要数据
|                            | 东线                                                            | 中线                                              | 西线               |
| -------------------------- | --------------------------------------------------------------- | ------------------------------------------------- | ------------------ |
| 投资金额（人民币）         | 静态：320亿（其中一期主体工程静态投资180亿，治污工程投资140亿） | 静态：400亿                                       | 首期静态：468.93亿 |
| 土石工程（立方米）         | 7.76亿                                                          | 土方开挖：6.0亿 石方开挖：0.6亿 土石方填筑：2.3亿 | -                  |
| 混凝土（立方米）           | 529万                                                           | 1583万                                            | -                  |
| 钢筋钢材（吨）             | -                                                               | 70万                                              | -                  |
| 永久占地（亩）             | -                                                               | 42.2万亩（含库区）                                | -                  |
| 临时占地（亩）             | 33.91万                                                         | 11万                                              | -                  |
| 调水规模（立方米／秒）     | 总规划：1000首期：600～525                                      | 630（加大800）                                    | -                  |
| 渠首水位（米）（黄海标高） | ***                                                             | 147.2-137.8                                       | -                  |

## 工程世界记录
- 世界最大水利工程，南水北调涉及长江、淮河、黄河、海河四大流域和十餘省，牽涉水量和距離均為世界最大水利工程。
- 世界上最大泵站群，东线一期工程長1467公里，全线共设立34泵站，总机流量每秒4447.6立方米。
- 世界首次大输水隧道近距穿越地铁下，北京西四环暗河工程從下方僅3.67米穿越營運中的北京市五棵松地铁站。
- 世界上最大穿河输水隧道，中线穿黄工程，長4公里多的两层衬砌水隧道穿越黃河激流。
- 世界最深的调水竖井，中线穿黄工程將長江水穿越黃河的抽水竖井深76.6米。
- 世界最大水壩升級，丹江口大坝加高工程，可相应增加库容116亿立方米。

## 中国南水北调集团
2020年9月28日，中国南水北调集团成立，注册资本1500亿人民币，国务院100%控股，经营范围：调水工程开发建设与运营，水生态保护，水污染治理，水的生产和供应，项目投资，电力生产等。水利部副部长蒋旭光任集团董事长。

## 评价

### 正面影响
支持者大多认为长江水量丰富，每年有大量的水流入大海，调一部分到北方缺水地区可解决北方的缺水问题，负面影响可以通过防范、补偿和综合治理开发措施，可以将影响减少到最低。南水北调中线工程以解决沿线100多个城市生活和工业用水为主要供水对象，兼顾农业及其它用水，建成以后经济效益和社会效益巨大。

#### 缓解汛期对长江地区的威胁
大量的南水北调将减小洪水对长江地区的灾害。南水北调中线工程完成后，汉江防汛形势有望出现逆转。丹江口水库加高工程基本完成，而南水北调计划每年从丹江口调水95亿立方米。近些年类似汛情再度出现时，出现在中下游的洪峰将被“削”低30厘米。这意味着湖北宜城至沙洋之间的14个蓄洪民垸，遭遇百年一遇以下洪水可以不启用。近80万人、90余万亩耕地基本解除洪水威胁。

#### 促进北方经济发展
有利于缓解水资源短缺对北方地区城市化发展的制约，促进当地城市化进程。可改善农牧业生产条件，调整农牧业种植结构，提高土地利用率。还可改污水灌溉为清洁水灌溉，减轻耕地污染及对农副产品的危害。 

#### 改善北方水质及生态环境
能有效解决北方一些地区地下水因自然原因造成的水质问题，如高氟水、苦咸水和其他含有对人体不利的有害物质的水源问题，改善当地饮水的质量。避免北方一些地区长期开采饮用有害深层地下水而引发的水源性疾病，遏止氟骨病与甲状腺病的蔓延，有利于提高居民健康水平。
通过改善水资源条件来促进潜在生产力形成现实的经济增长，逐步改善黄淮海地区的生态环境状况，提高北方供水能力后，可以减少对地下水的超采，并可结合灌溉和季节性调节进行人工回灌，补充地下水，改善水文地质条件，缓解地下水位的大幅度下降和漏斗面积的进一步扩大，控制地面沉陷造成对建筑物的危害。使中国北方地区逐步成为水资源配置合理、水环境良好的社会。

### 负面影响
南水北调的工程自提出后就引起了广泛的争论，反对者主要认为南水北调工程耗资巨大，调水量太少，发挥不了经济效益，也造成水資源污染；调水量过多，枯水期可能会使长江的水量不足，影响长江河道的航运，长江口的鹹潮加深，更有可能引发生态危机。

#### 主要争议
2010年初的中国西南大旱，中国水利水电科学研究院水力学所总工及灾害与环境研究中心总工刘树坤对南水北调工程提出了质疑。他认为，西南这次出现百年难遇的干旱，应该对水文资料重新修订，对干旱出现频率，可能性都要重新评估。他认为这些评估的结果都会影响水利调度，重大水利工程何时开始做，做多大，影响程度有多大，都应重新评估。

#### 移民问题
南水北调工程造成河南省和湖北省33万人搬迁，搬迁给移民生活带来颠簸动荡。有些移民因为得到的补偿款不足，在买下政府提供的住房之后，所剩款项只能购置一小块耕地。而安置地工作机会匮乏，有些人不得不计划背井离乡到大城市打工。由于国家投资少、安置标准低、水电路校等生产生活设施不能满足基本需要，造成大量移民遗留问题 。

#### 物种入侵
南水北调工程也将沿线的水生动物大批量地运送到了北方，加速了外来鱼类的扩散和沿线鱼类跨区域入侵的风险。